# Silvestre Gutiérrez
Silvestre Gutiérrez (n. Distrito de Majes, Caylloma 1823 - Arequipa; m. Lima, 26 de julio de 1872) fue un militar peruano que participó en el golpe de Estado que encabezó su hermano Tomás Gutiérrez contra el presidente José Balta Montero, el 22 de julio de 1872. Fue asesinado días después en un tiroteo desatado en pleno centro de Lima.

## Los hermanos Gutiérrez
Los cuatro hermanos Gutiérrez: Tomás, Silvestre, Marceliano y Marcelino, eran todos naturales del valle de Majes, en Arequipa. Al momento de protagonizar el golpe de Estado contra Balta, en 1872, eran todos coroneles y tenían cada uno mando de tropas en Lima, a excepción de Tomás, que era ministro de Guerra y Marina. Silvestre comandaba el Batallón de Infantería Pichincha Nº 2.
El historiador Jorge Basadre describe así a cada uno de los hermanos Gutiérrez:

Tomás era corpulento y tenía fama de brusco, impetuoso, altivo, ignorante y resuelto; Marceliano distinguíase por ser todavía más atleta, más brusco y más ignorante, con un defecto en el ojo derecho, por el cual se le llamaba el tuerto, y con una voz poderosísima y una presentación imponente, que atraían al público en los días de maniobras de tropas. Silvestre, más delgado y blanco, de cabello crespo, poseía más inteligencia e ilustración, pero creíasele duro y siniestro. Marcelino, en cambio, se distinguía por un carácter apacible.

## Carrera militar
Silvestre tuvo una carrera menos distinguida que la de Tomás, que si tuvo una fulgurante actuación, desde la década de 1850, en las guerras y revoluciones del Perú. De Silvestre se recordaba apenas su actuación al lado de José Balta durante la revolución de Chiclayo: gravemente herido en la cabeza, recibió desde entonces el apodo de "cabeza rota". 
En abril de 1870 tanto Silvestre como Marceliano fueron sometidos a juicio, acusados de sendos delitos de flagelación. Silvestre hizo apresar al coronel Juan Manuel Garrido, a quien le aplicó doscientos azotes. Marceliano, a su vez, ordenó azotar al celador Luis Montejo. De los dos juicios, el de Silvestre provocó un escándalo público. El abogado Fernando Casós defendió a Silvestre. En agosto de 1871 la Corte Suprema dictó un fallo adverso a Silvestre, por lo que éste fue separado del batallón que mandaba; sin embargo, volvió poco después a asumir su mando.

## La sublevación
Los coroneles Gutiérrez, disconformes con el triunfo de Manuel Pardo, primer civil que ganaba las elecciones presidenciales, tramaron un golpe de Estado contra el presidente Balta. Previamente, intentaron convencer al presidente para que anulara las elecciones, sin resultado. Entonces Silvestre convenció a Tomás para realizar de una vez el plan golpista, en vista que faltaban pocos días para que se efectuara el cambio de mando.
A las dos de la tarde del 22 de julio de 1872, Silvestre entró en el Palacio de Gobierno al frente de dos compañías de su batallón, con el fin de relevar las guardias. Pero imprevistamente, se dirigió al interior en busca del presidente, a quien encontró en una escalera que comunicaba con el jardín. Silvestre intimó rendición al presidente, ante su esposa y su hija Daría, cuyo matrimonio debía realizarse aquella misma noche. Se produjo entonces una escena violenta entre las dos damas y Silvestre, pero viendo que era inútil resistir, Balta accedió a salir de palacio, custodiado por Silvestre. Entre tanto, Marceliano al frente de su batallón «Zepita», proclamaba en la Plaza de Armas Jefe Supremo de la República a Tomás, quien fue ascendido a general. Balta fue llevado preso al cuartel de San Francisco. Apoyaron a los golpistas algunos políticos prominentes, como Fernando Casós.
Pero la rebelión no gozó del apoyo de la población. Tampoco la Marina de Guerra se sumó a los golpistas. La escuadra se hizo a la mar, con dirección al sur, para alentar la resistencia. Aunque en un inicio la ciudadanía no intervino, con el correr de las horas empezaron a salir a las calles grupos de manifestantes. En el Callao estalló también la revuelta contra los Gutiérrez y hacia allí se dirigió Silvestre para imponer el orden, lo que logró, no sin esfuerzo.

## Muerte

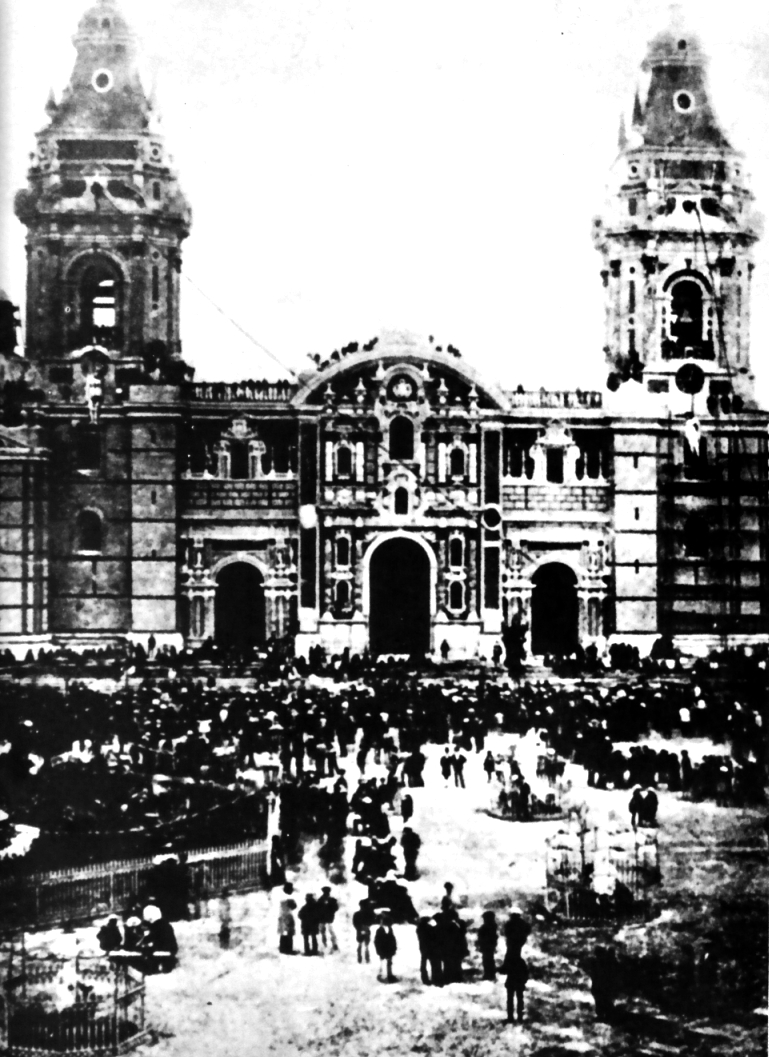
Los cadáveres de Tomás y Silvestre Gutiérrez fueron colgados en los andamios de las torres de la Catedral, que en esos días se hallaba en refacciones. Archivo Courret.

En la mañana del 26 de julio Silvestre volvió a Lima en el tren de pasajeros y se dirigió a Palacio para entrevistarse con su hermano y darle cuenta de lo ocurrido en el Callao; después del mediodía se dirigió por el jirón de la Unión a la estación de San Juan de Dios (hoy Plaza San Martín), a fin de tomar el tren de vuelta. Pasó por entre grupos hostiles haciendo alarde de valor y, llegado a la estación, ocupó su asiento en el vagón. Algunos pensaron en levantar los rieles, pero resolvieron finalmente atacar de manera directa. Un grupo de ciudadanos empezó a dar vivas a Pardo y al oírlos Silvestre bajó del coche y se asomó a la puerta que daba a la calle de Quilca y disparó su revólver sobre el grupo, hiriendo a un joven llamado Jaime Pacheco; éste disparó a su vez y logró herir al coronel en el brazo izquierdo. El tiroteo duró por unos minutos hasta que una bala disparada por el capitán Francisco Verdejo, hirió de muerte en la cabeza a Silvestre. Al caer, el populacho se lanzó sobre él y lo despojó de sus vestiduras y dejaron abandonado el cadáver, que fue conducido después por un extranjero anónimo a la Iglesia de los Huérfanos. Pero poco después la muchedumbre sacó el cadáver de dicho lugar santo, arrastrándolo por las calles de Lima hasta llevarlo a la plaza de armas, donde fue colgado de un farol, al lado del cadáver de su hermano Tomás, asesinado ese mismo día también por la turba. Al día siguiente ambos cadáveres fueron colgados desnudos de las torres de la Catedral de Lima, para después ser arrojados en una hoguera. El cadáver de otro hermano, Marceliano, muerto en el Callao, avivó el fuego horas después. Solo se salvó Marcelino, quien años después se reivindicó peleando en la Guerra del Pacífico.